# Concord (Nebraska)
Concord – wieś w Stanach Zjednoczonych, w stanie Nebraska, w hrabstwie Dixon.